# Kết nghĩa vườn đào

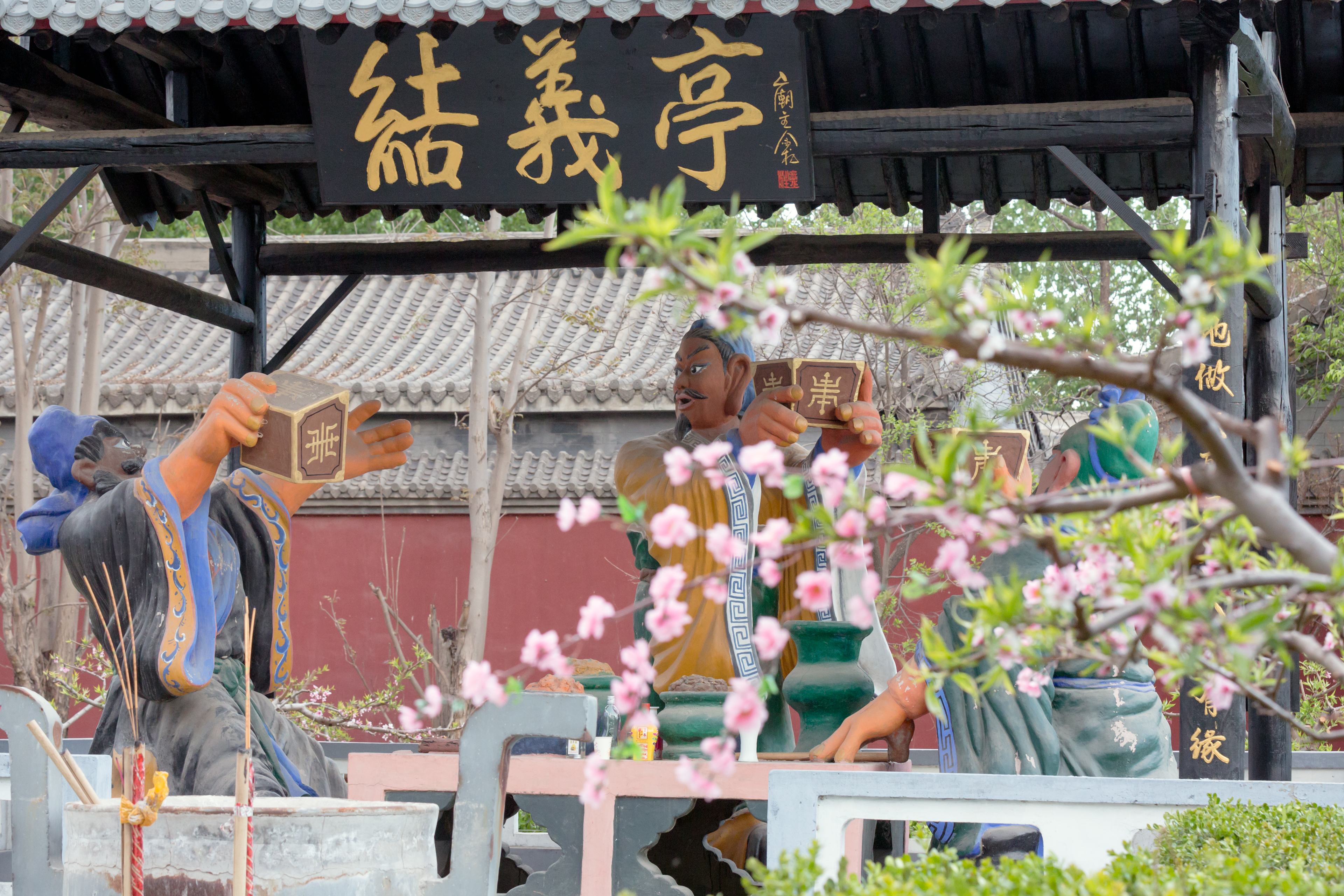
Tượng kết nghĩa vườn đào

Kết nghĩa vườn đào (chữ Hán: 桃園結義 - Đào viên kết nghĩa; tiếng Anh: Oath of the Peach Garden) là một sự kiện hư cấu trong tiểu thuyết lịch sử Trung Quốc thế kỷ XIV mang tên Tam quốc diễn nghĩa của tác giả La Quán Trung. Sự kiện này lấy bối cảnh vào cuối triều đại Đông Hán vào khoảng thời gian Khởi nghĩa Khăn Vàng xảy ra những năm 180 sau Công nguyên. Theo điển tích này Lưu Bị, Quan Vũ và Trương Phi đã thề nguyện kết nghĩa anh em trong một buổi lễ thề tại Vườn Đào (được cho là ở Chu Châu, Hà Bắc ngày nay) và trở thành anh em kết nghĩa từ đó trở đi. Họ cùng nhau lập thề tôn phù nhà Hán khỏi phiến quân Khăn Vàng và sau đó đây là những người sau này sẽ đóng vai trò quan trọng trong việc thành lập nhà nước Thục Hán trong thời kỳ Tam Quốc. Điển tích kết nghĩa cũng thường được ám chỉ như một biểu tượng của lòng trung thành và tình nghĩa huynh đệ. 
Trong Tam Quốc diễn nghĩa, điển tích Lưu - Quan - Trương kết nghĩa vườn đào được đề cập ở hồi thứ nhất, vào cuối thời Đông Hán, thiên hạ đại loạn, giặc Khăn Vàng nổi lên khắp nơi. Ba người đàn ông có chí lớn là Lưu Bị, Quan Vũ và Trương Phi đã gặp nhau tại quận Trác. Theo tác giả La Quán Trung, 3 người Lưu Bị - Quan Vũ - Trương Phi biết nhau không lâu nhưng lại vô cùng tâm đầu ý hợp. Tuy không cùng họ, nhưng họ có chung lý tưởng "trên đền nợ nước, dưới cứu dân lành". Họ đã cùng nhau đến một vườn đào đang nở hoa rực rỡ của Trương Phi. Tại đây, họ đã làm lễ tế trời đất và kết nghĩa anh em. Lời thề son sắt của họ là "Nguyện không sinh cùng ngày cùng tháng cùng năm, nhưng nguyện chết cùng ngày cùng tháng cùng năm". Lời thề này đã trở thành biểu tượng cho một tình huynh đệ keo sơn, gắn bó, đồng tâm hiệp lực, cùng chung lý tưởng, cùng chia sẻ hoạn nạn và sống chết có nhau. Sau rất nhiều cuộc nghiên cứu từ hàng loạt tài liệu lịch sử chính thống, các nhà nghiên cứu sử học ngày nay đã khẳng định sự kiện "kết nghĩa vườn đào" hoàn toàn chỉ là hư cấu, 3 vị tướng Lưu Bị, Quan Vũ và Trương Phi thực tế chưa hề kết nghĩa huynh đệ khi mà không có bất kỳ ghi chép nào về sự kiện này trong sử sách. Về mặt lịch sử thì không có đề cập nào đến việc ba người đàn ông trở thành anh em kết nghĩa trong Tam Quốc chí của Trần Thọ vốn là nguồn tài liệu chính thức về lịch sử cuối thời Đông Hán và thời Tam Quốc. Tuy nhiên, trong tiểu sử của Quan Vũ, mối quan hệ của họ được mô tả là "thân thiết như anh em", đến mức "cùng chung giường". Trong Trương Phi truyện cũng cho biết rằng Quan Vũ lớn tuổi hơn Trương Phi, vì vậy Trương coi Quan như thứ huynh.

## Tam quốc diễn nghĩa
Tam Quốc diễn nghĩa hồi 1 kể lại như sau: Khi quân Khăn vàng tấn công U châu. Thủ thành Lưu Yên cho sai treo bảng mộ quân. Khi đó có 3 nhân vật gặp nhau xem cáo thị để tòng quân. Bắt đầu khi Trương Phi tự giới thiệu: "Tôi họ Trương tên Phi, tự là Dực Đức, ở Trác Quận đã lâu đời. Gia tư có trang trại ruộng vườn, lại có lò mổ lợn và ngôi hàng bán rượu. Tôi chỉ thích kết giao với hào kiệt trong thiên hạ. Vừa rồi thấy ông xem bảng văn rồi thở dài, nên tôi mới hỏi". Lưu Huyền Đức nói: "Tôi đây vốn dòng dõi nhà Hán, họ Lưu tên Bị; nay thấy giặc Khăn Vàng nổi loạn, muốn ra dẹp giặc yên dân, chỉ hiềm sức mình không làm nổi, nên mới thở dài". Trương Phi nói: "Nhà tôi gia tư cũng khá. Ý tôi muốn chiêu mộ trai tráng trong làng, cùng ông mưu đồ việc lớn, ông tính sao?'
Huyền Đức mừng lắm. Hai người bèn rủ nhau vào hàng uống rượu. Đương đánh chén, thấy một người cao lớn lực lưỡng, đẩy một cỗ xe đến cửa, vào hàng ngồi phịch xuống gọi nhà hàng: "Rượu mau lên! Để ta uống xong còn vào thành ứng mộ!". Lưu Huyền Đức nhìn xem thấy người ấy mình cao chín thước, râu dài hai thước, mặt đỏ như gấc, môi như tô son, mắt phượng, mày tằm, oai phong lẫm liệt. Huyền Đức bèn mời cùng ngồi và hỏi họ tên. Người ấy nói: "Tôi họ Quan tên Vũ, tự là Trương Sinh, sau đổi là Quan Vân Trường, người làng Giải Lương, tỉnh Hà Đông. Nhân thấy có đứa thổ hào ỷ thế hiếp người, tôi bèn giết chết rồi đi làm kẻ giang hồ đã năm, sáu năm rồi. Nay nghe ở đây có lệnh chiêu binh phá giặc nên tôi đến ứng mộ".
Huyền Đức cũng đem chí mình ra nói, Vân Trường rất mừng. Bèn cùng đến trại của Trương Phi bàn tính việc lớn. Trương Phi nói: "Sau trại tôi có một vườn đào đang nở hoa đẹp lắm, ngày mai ta nên làm lễ tế trời đất ở trong vườn, rồi ba chúng ta kết làm anh em, cùng lòng hợp sức, sau mới có thể tính được việc lớn". Huyền Đức, Vân Trường đều nói: "Như thế tốt lắm!". Ngày hôm sau sửa soạn trâu đem ngựa trắng và các lễ vật ở trong vườn đào, ba người đốt hương lạy hai lạy thề rằng: "Chúng tôi là Lưu Bị, Quan Vũ, Trương Phi, dẫu rằng khác họ, song đã kết làm anh em, thì phải cùng lòng hợp sức, cứu khốn phù nguy, trên báo đền nợ nước, dưới yên định muôn dân. Chúng tôi không cần sinh cùng ngày, cùng tháng, cùng năm, chỉ muốn chết cùng năm, cùng ngày, cùng tháng. Hoàng thiên hậu thổ soi xét lòng này. Nếu ai bội nghĩa quên ơn thì trời người cùng giết". Thề xong tôn Huyền Đức làm anh cả, Quan Vũ thứ hai, Trương Phi em út. Rồi mổ trâu đặt tiệc, tụ họp dũng sĩ trong làng được ba trăm người, cũng đến vườn đào uống một bữa rượu thật say.